# دار بلحسن

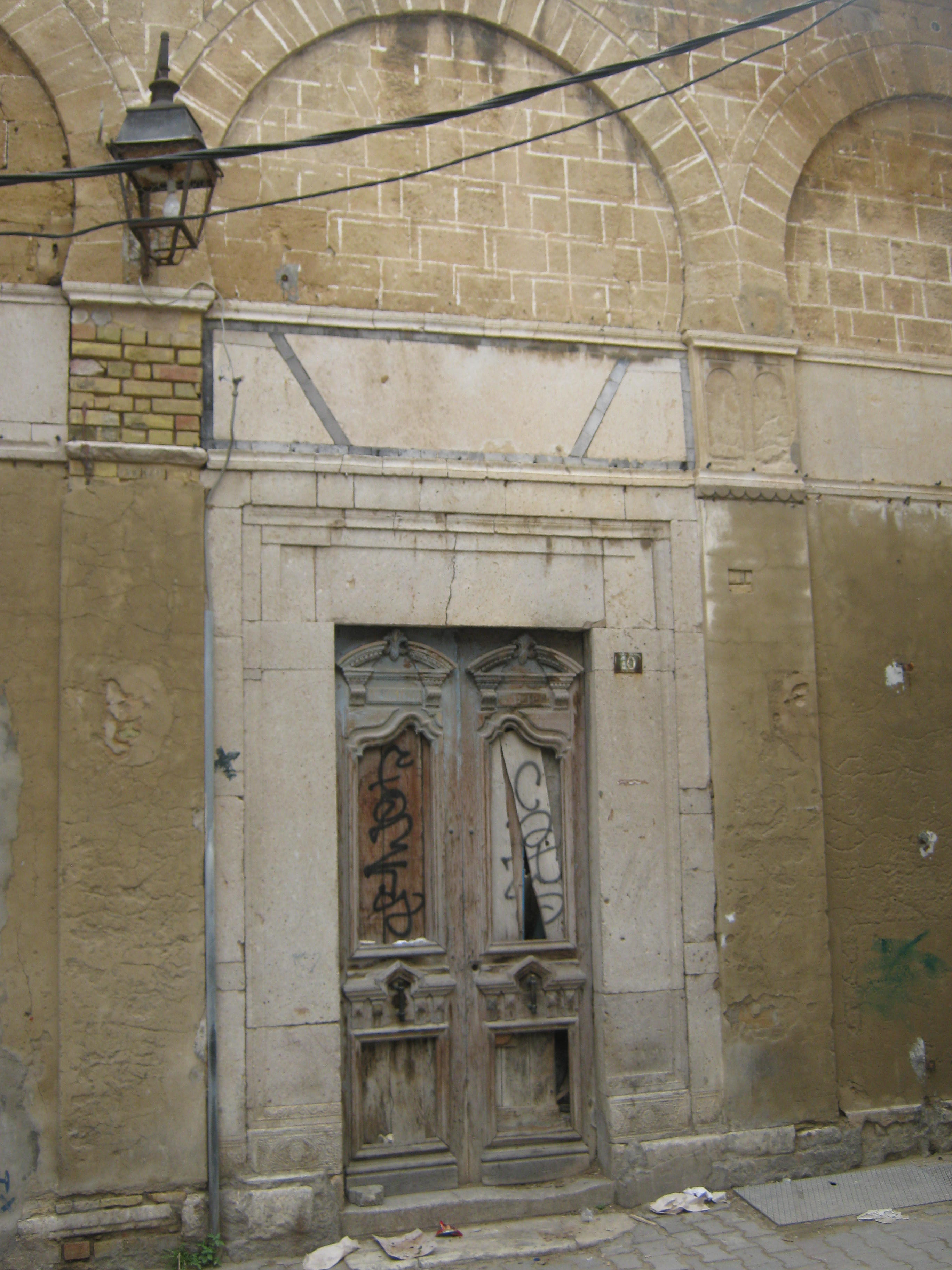
واجهة دار بلحسن في وضعها الحالي.

دار بلحسن هي منزل يقع في مدينة تونس العتيقة، تحديدا في 10 نهج الكنز.

## التاريخ
تحمل الدار اسم إحدى أشهر العائلات المرابطة في مدينة تونس. هذا المبنى هو على ملك ذرية الشيخ والولي الصالح أبو الحسن الشاذلي. حاليا المنزل مهجور.

## مقالات ذات صلة
- قصور مدينة تونس